# Leichtathletik-Europameisterschaften 1994/Diskuswurf der Männer

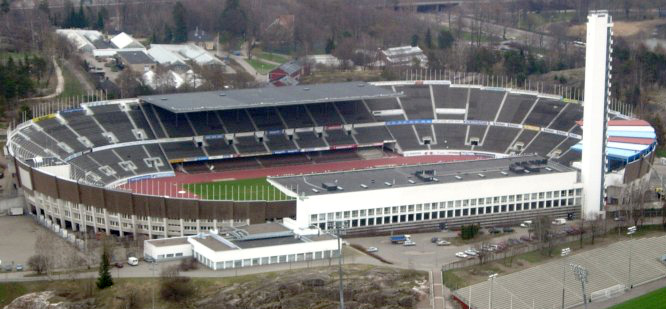
Das Olympiastadion von Helsinki im Jahr 2005

Der Diskuswurf der Männer bei den Leichtathletik-Europameisterschaften 1994 wurde am 12. und 14. August 1994 im Olympiastadion der finnischen Hauptstadt Helsinki ausgetragen.
Europameister wurde der Belarusse Uladsimir Dubrouschtschyk. Der russische Vizeweltmeister von 1993 Dmitri Schewtschenko errang die Silbermedaille. Bronze ging an den deutschen Olympiazweiten von 1992, WM-Dritten von 1993 und Weltrekordinhaber Jürgen Schult, der als Werfer für die DDR 1987 Weltmeister, 1988 Olympiasieger und 1990 Europameister war.

## Bestehende Rekorde
| Weltrekord           | 74,08 m | Jürgen Schult | Neubrandenburg DDR (heute Deutschland) | 6. Juni 1986    |
| Europarekord         | 74,08 m | Jürgen Schult | Neubrandenburg DDR (heute Deutschland) | 6. Juni 1986    |
| Meisterschaftsrekord | 67,08 m | Romas Ubartas | EM Stuttgart, BR Deutschland           | 31. August 1986 |

Der bestehende EM-Rekord wurde bei diesen Europameisterschaften nicht erreicht. Die größte Weite erzielte der belarussische Europameister Uladsimir Dubrouschtschyk im Finale in seinem dritten Versuch mit 64,78 m, womit er 2,30 Meter unter dem Rekord blieb. Zum Welt- und Europarekord fehlten ihm 9,30 m.

## Qualifikation
12. August 1994
21 Wettbewerber traten in zwei Gruppen zur Qualifikationsrunde an. Vier von ihnen (hellblau unterlegt) übertrafen die Qualifikationsweite für den direkten Finaleinzug von 61,00 m. Damit war die Mindestzahl von zwölf Finalteilnehmern nicht erreicht. Das Finalfeld wurde mit den acht nächstplatzierten Sportlern (hellgrün unterlegt) auf zwölf Werfer aufgefüllt. So reichten für die Finalteilnahme schließlich 57,78 m.

### Gruppe A

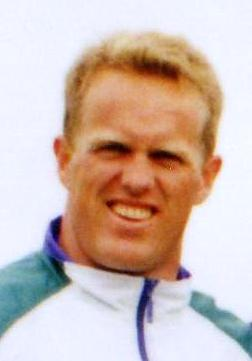
57,18 m reichten Vésteinn Hafsteinsson nicht für die Finalteilnahme
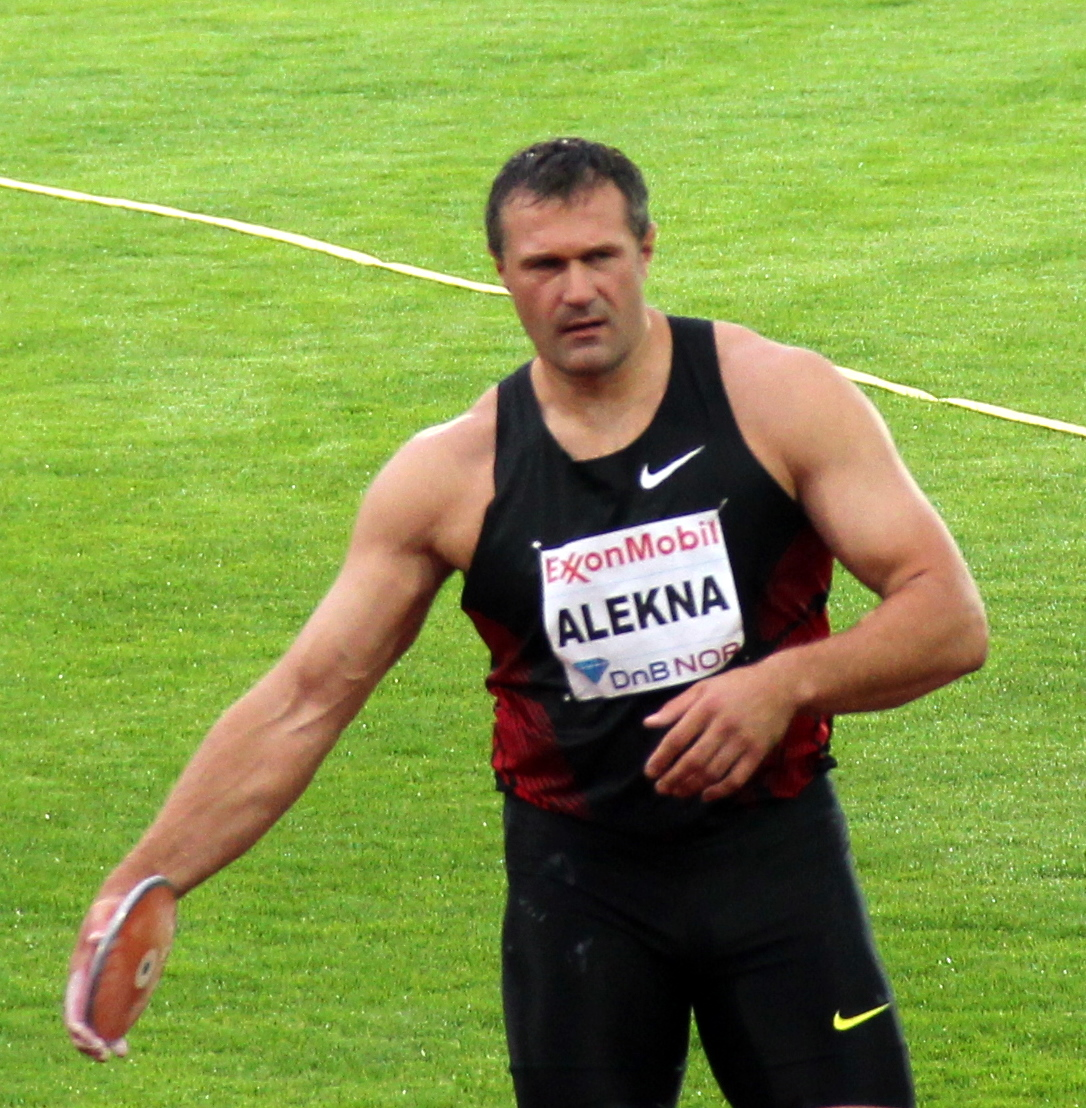
Mit 56,38 m schied Virgilijus Alekna, später einer der weltbesten Diskuswerfer, in der Qualifikation aus

| Platz | Name                      | Nation         | Weite (m) |
| ----- | ------------------------- | -------------- | --------- |
| 1     | Dmitri Schewtschenko      | Russland       | 62,46     |
| 2     | Uladsimir Dubrouschtschyk | Belarus        | 62,00     |
| 3     | Andreas Seelig            | Deutschland    | 61,28     |
| 4     | Nick Sweeney              | Irland         | 59,34     |
| 5     | Lars Riedel               | Deutschland    | 58,66     |
| 6     | Robert Weir               | Großbritannien | 57,18     |
| 7     | Vésteinn Hafsteinsson     | Island         | 57,18     |
| 8     | Virgilijus Alekna         | Litauen        | 56,38     |
| 9     | Kristian Pettersson       | Schweden       | 56,38     |
| 10    | Kari Pekola               | Finnland       | 56,06     |

### Gruppe B

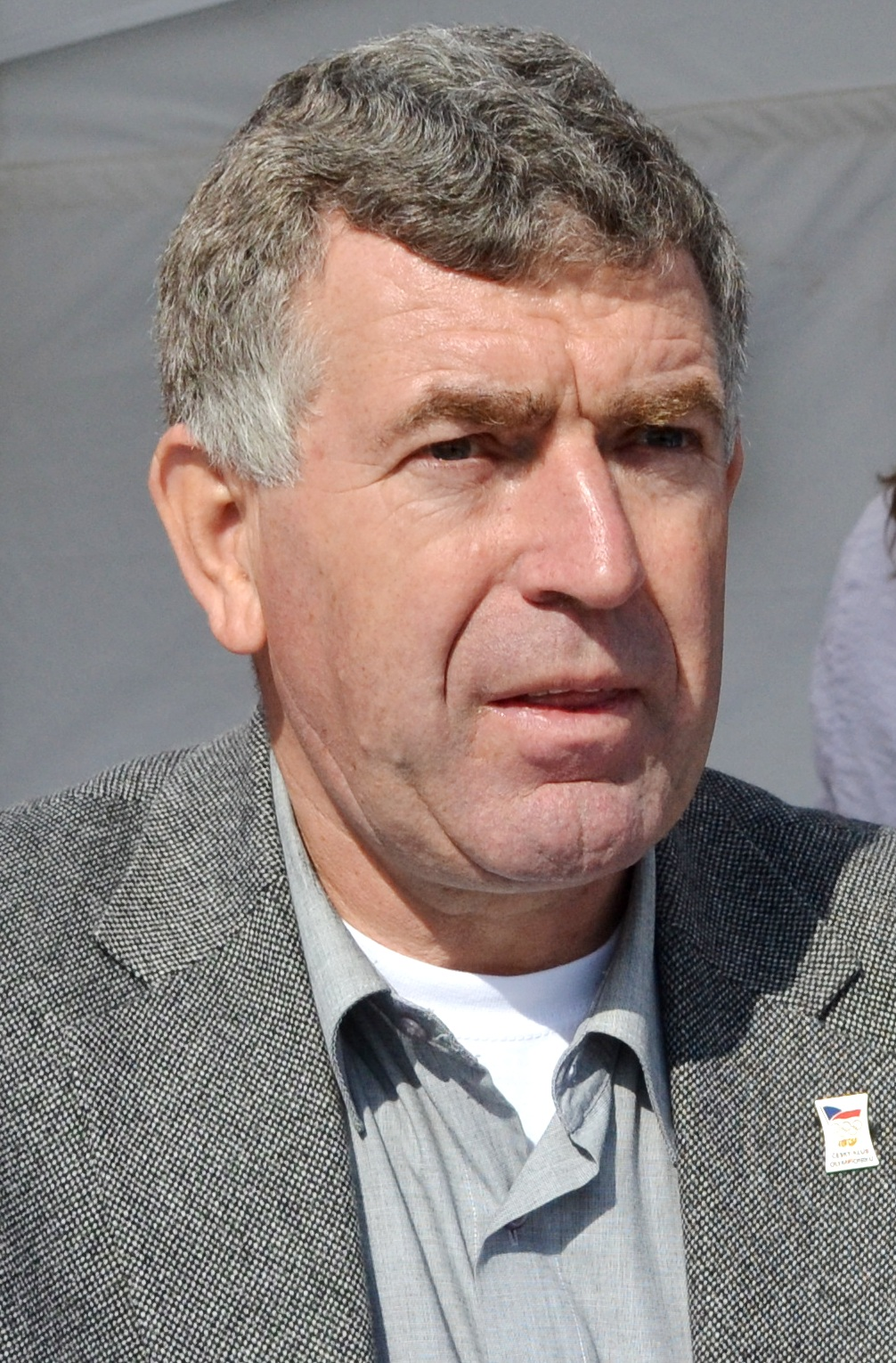
Imrich Bugár hatte 1978 bereits EM-Bronze gewonnen, war u. a. Europameister 1982 und Weltmeister 1983, erreichte nun jedoch nicht mehr das Finale

| Platz | Name                  | Nation      | Weite (m) |
| ----- | --------------------- | ----------- | --------- |
| 1     | Sergej Ljaschow       | Russland    | 62,26     |
| 2     | Attila Horváth        | Ungarn      | 60,96     |
| 3     | Costel Grasu          | Rumänien    | 60,64     |
| 4     | Jürgen Schult         | Deutschland | 60,62     |
| 5     | Wolodymyr Sintschenko | Ukraine     | 60,40     |
| 6     | Svein Inge Valvik     | Norwegen    | 58,50     |
| 7     | Sergey Lukashok       | Israel      | 57,79     |
| 8     | Imrich Bugár          | Tschechien  | 56,64     |
| 9     | Timo Sinervo          | Finnland    | 56,60     |
| 10    | Diego Fortuna         | Italien     | 55,70     |
| 11    | Dag Solhaug           | Schweden    | 54,44     |

## Legende
Kurze Übersicht zur Bedeutung der Symbolik – so üblicherweise auch in sonstigen Veröffentlichungen verwendet:
| x   | ungültig                       |
| DNS | nicht am Start (did not start) |

## Finale
14. August 1994
| Platz | Name                      | Nation      | Weite (m) | Versuchsserie der Medaillengewinner (m) | Versuchsserie der Medaillengewinner (m) | Versuchsserie der Medaillengewinner (m) | Versuchsserie der Medaillengewinner (m) | Versuchsserie der Medaillengewinner (m) | Versuchsserie der Medaillengewinner (m) |
| Platz | Name                      | Nation      | Weite (m) | 1. Versuch                              | 2. Versuch                              | 3. Versuch                              | 4. Versuch                              | 5. Versuch                              | 6. Versuch                              |
| ----- | ------------------------- | ----------- | --------- | --------------------------------------- | --------------------------------------- | --------------------------------------- | --------------------------------------- | --------------------------------------- | --------------------------------------- |
| 1     | Uladsimir Dubrouschtschyk | Belarus     | 64,78     | 62,26                                   | 57,96                                   | 64,78                                   | 64,32                                   | x                                       | x                                       |
| 2     | Dmitri Schewtschenko      | Russland    | 64,56     | 61,60                                   | x                                       | 64,56                                   | 61,40                                   | x                                       | x                                       |
| 3     | Jürgen Schult             | Deutschland | 64,18     | 63,92                                   | 61,96                                   | 61,68                                   | 64,18                                   | x                                       | 61,64                                   |
| 4     | Nick Sweeney              | Irland      | 63,76     |                                         |                                         |                                         |                                         |                                         |                                         |
| 5     | Attila Horváth            | Ungarn      | 63,60     |                                         |                                         |                                         |                                         |                                         |                                         |
| 6     | Wolodymyr Sintschenko     | Ukraine     | 63,60     |                                         |                                         |                                         |                                         |                                         |                                         |
| 7     | Svein Inge Valvik         | Norwegen    | 62,02     |                                         |                                         |                                         |                                         |                                         |                                         |
| 8     | Costel Grasu              | Rumänien    | 61,40     |                                         |                                         |                                         |                                         |                                         |                                         |
| 9     | Sergej Ljaschow           | Russland    | 60,80     |                                         |                                         |                                         |                                         |                                         |                                         |
| 10    | Andreas Seelig            | Deutschland | 59,26     |                                         |                                         |                                         |                                         |                                         |                                         |
| 11    | Sergey Lukashok           | Israel      | 57,60     |                                         |                                         |                                         |                                         |                                         |                                         |
| DNS   | Lars Riedel               | Deutschland |           |                                         |                                         |                                         |                                         |                                         |                                         |

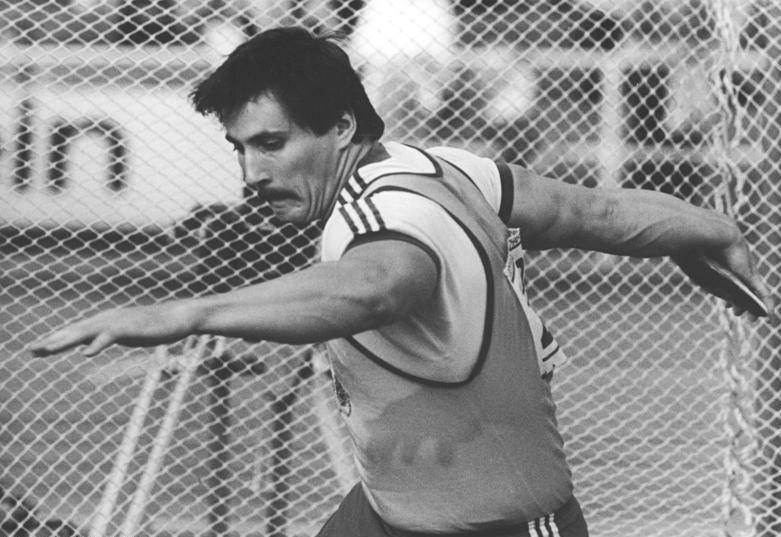
Der Bronzemedaillengewinner und Weltrekordinhaber Jürgen Schult war bereits für die DDR als Weltmeister von 1987, Olympiasieger von 1988, Europameister von 1990 sehr erfolgreich und errang auch nach diesen Europameisterschaften noch einige weitere Medaillen
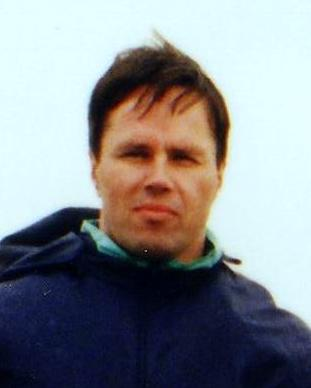
Svein Inge Valvik kam auf den siebten Platz, 1990 war er noch in der Qualifikation gescheitert
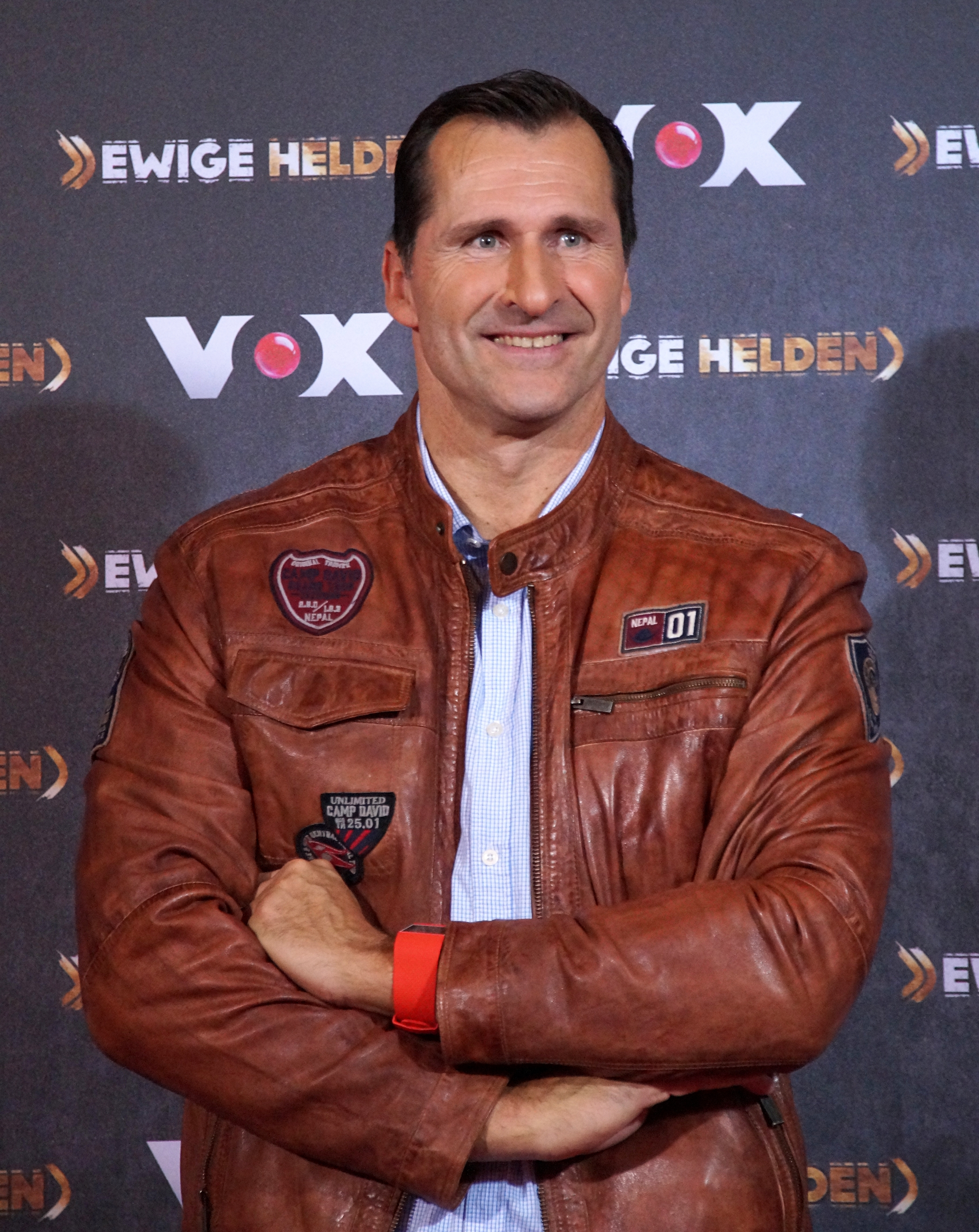
Der Weltmeister von 1991 und 1993 Lars Riedel konnte zum Finale nicht antreten – er errang auch später noch weitere große Erfolge, unter anderem als Weltmeister 1995/1997/2001 und Olympiasieger 1996

## Video
- 5048 European Track & Field Discus Men Vladimir Dubrovshchik, www.youtube.com, abgerufen am 2. Januar 2023